# Dzierżęcin
Dzierżęcin est une localité polonaise de la gmina rurale de Postomino située dans le powiat de Sławno en voïvodie de Poméranie-Occidentale. Elle se trouve à environ 15 km au nord de Sławno et 184 km au nord-est de la capitale régionale Szczecin. Ca population est de 71 habitant.

## Géographie

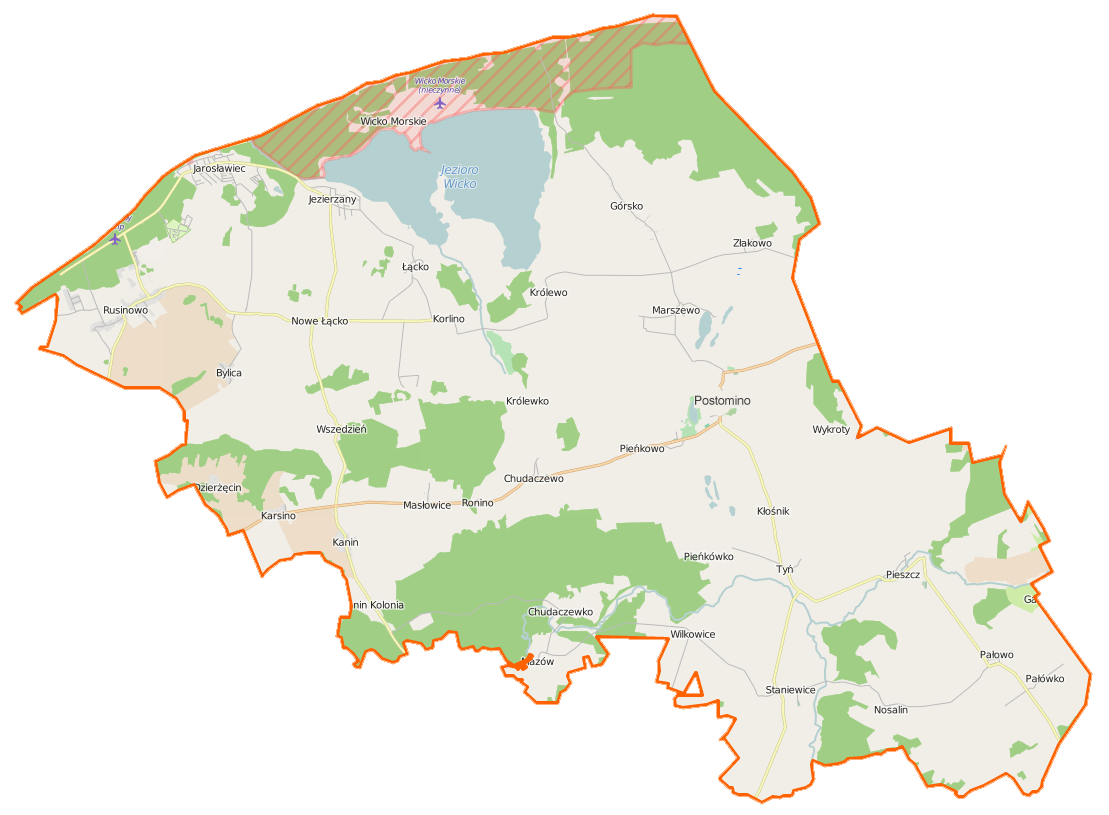
Carte de la gmina de Postomino.